# Похтамо, Анне
А́нне-Ма́рие По́хтамо-Хи́етанен (фин. Anne-Marie Pohtamo-Hietanen; род. 15 августа 1955, Хельсинки) — финская актриса

, модель и фотомодель; «Мисс Финляндия» и победительница конкурса «Мисс Вселенная 1975» проходившем в Сальвадоре и ставшая второй женщиной из Финляндии, получившая корону «Мисс Вселенная».

## Биография
Анне-Марие Похтамо родилась 15 августа 1955 года в столице Финляндии городе Хельсинки, согласно ряду источников, её семья имеет русские корни.

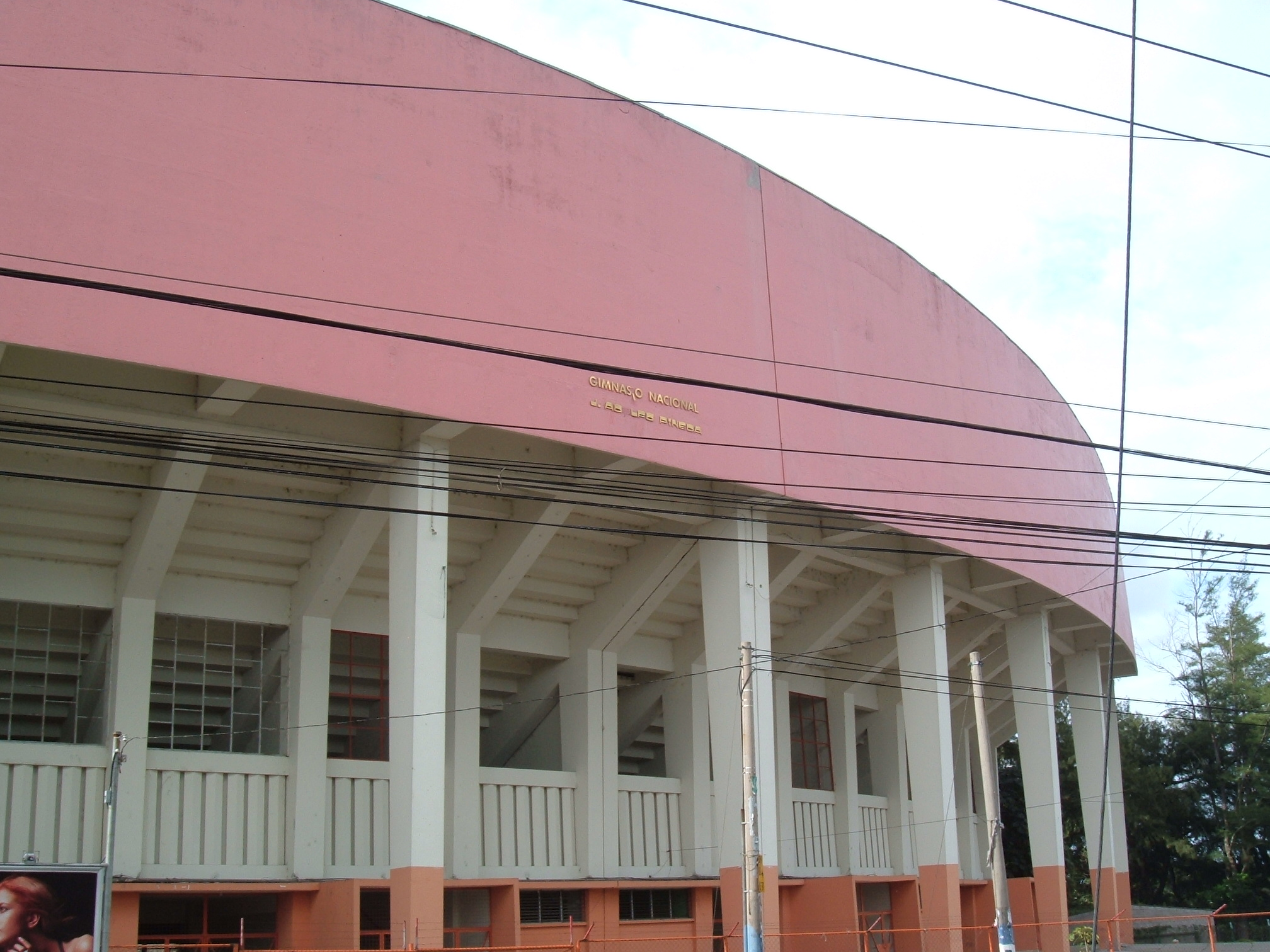
«Gimnasio Nacional José Adolfo Pineda»

В 1975 году состоялся её первый триумф на национальном конкурсе красоты «Мисс Финляндия», что открыло ей дорогу на всемирные соревнования. Средства массовой информации того времени с самого начала называли А.-М. Похтамо фавориткой во время международного конкурса красоты «Мисс Вселенная 1975 года» прошедшего 19 июля 1975 года в Сан-Сальвадоре в «Gimnasio Nacional José Adolfo Pineda».
Пресса не ошиблась; Анне-Марие Похтамо выиграла состязание красавиц и была коронована «Мисс Вселенной 1972 года» Керри Энн Уэллс, а не ее предшественницей Ампаро Муньос, поскольку Муньос попросила отставку после шести месяцев правления, когда наотрез отказалась от поездки в Японию.

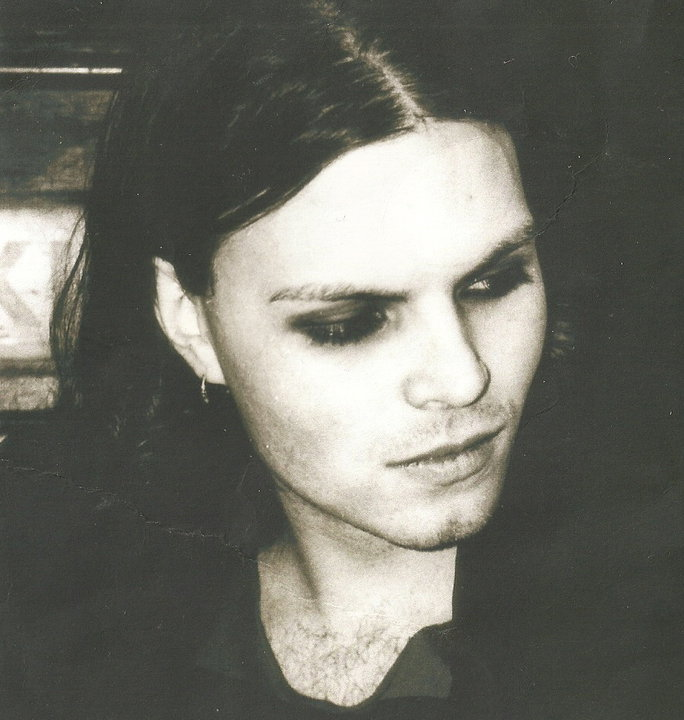
Хиетанен, Йессе (сын; 2005)

После «правящего» года в качестве «Мисс Вселенной» Похтамо в течение 5 лет работала моделью в агентстве «Wilhelmina» в городе Нью-Йорке. Однако, в самый разгар своей набирающей обороты карьеры, она в 1981 году вернулась в Финляндию, чтобы жениться[уточнить] на Арто Хиетанене — любви своего детства. В этом брачном союзе родилось четверо детей: Йессе Хиетанен (1981), Джони Хиетанен (1984), Жасмин Хиетанен (1987) и Джими Хиетанен (1994).
Затем, на протяжении десятилетий, Анне-Марие Похтамо-Хиетанен работала в бизнесе моды и красоты в родной Скандинавии. Как актриса снялась в пяти фильмах.
Позднее она стала набожной христианинкой (~ к 1992 году) и с тех пор была протестантским евангелистом и проповедником.